# П'єр Чарлз
П'єр Чарлз (30 червня 1954 — 6 січня 2004) — домінікський політик, прем'єр-міністр країни у 2000—2004 роках, помер перебуваючи на посаді глави уряду.